# HD 188015 b
HD 188015 b és un planeta extrasolar anunciat per l'equip de California and Carnegie Planet Search el 2005. Com la majoria dels planetes coneguts, aquest va ser descobert fent servir el mètode de velocitat radial.
El planeta té una massa mínima un quart més grossa que Júpiter. Orbita l'estrella en una òrbita lleugerament excèntrica a una distància mitjana d'un 20 % de la de la Terra al voltant del Sol.
Les anàlisis d'estabilitat revelen que les òrbites de planetes de la mida de la Terra en els punts troians de HD 188015 b serien estables durant llargs períodes.